# Неопатристический синтез
Неопатристический синтез — направление в русском богословии и философии, соединяющее византийскую религиозно-философскую традицию (и терминологию) с вызовами современного общества.

## История
Неопатристический синтез был заявлен русским философом Георгием Флоровским в 1936 году на богословской конференции в Афинах и подхвачен консервативными философами, тяготеющими к православной догматике.
Примерами этого нового «синтеза» в патрологии стали труды самого Флоровского «Восточные Отцы IV века» (1931) и «Византийские Отцы V — VIII века» (1933), а в историософии — его «Пути русского богословия» (1937), ставшая Своеобразным манифестом «неопатристического синтеза».
Среди других имён этого движения необходимо отметить — протопресвитера Николая Афанасьева (1893 — 1966), архимандрита Киприана (Керна) (1899—1960), архиепископа Василия (Кривошеина) (1900 — 1985), а также протопресвитеров Александра Шмемана (1921 — 1983) и Иоанна Мейендорфа (1926 — 1992). Однако наибольшее значение в этом движении, во всяком случае в контексте истории философии, имел Владимир Николаевич Лосский (1903 — 1958), чей «Очерк мистического богословия Восточной Церкви» (1944) часто рассматривается как своего рода «справочник» неопатристического синтеза.
Но достаточно скоро влияние святоотеческого возрождения распространилось за пределы русского православия, а в Греции оно закрепилось в 1960-х годах. Его рупором стал журнал «Синоро» («Граница») (1964 — 1967), издаваемый небольшой группой богословов, которая взяла на себя инициативу в распространении этого богословия в Греции. Во главе с Христосом Яннарасом и Иоанном Зизиуласом эта группа перевернула ориентированный на Запад способ богословского изучения в Греции, заменив его тем, что стало известно как «богословие 60-х годов». Как и их русские предшественники, греческие богословы 1960-х годов считали себя верными наследниками религиозной традиции (в частности, мистической и святоотеческой традиции Востока), которая должна была быть очищена от досадных загрязнений западного богословия, особенно юридизма и схоластики.
В постсоветскую эпоху идеи неопатристического синтеза воплотились в концепции «синергийной антропологии» Сергея Хоружего.
В 2010 году в греческом городе Волосе прошла конференция, посвящённая теме неопатристического синтеза

## Основные идеи
Если одним элементом синтеза является восточная патристика («святоотеческое богословие» или «святоотеческая традиция»), то вторым — экзистенциализм Мартина Хайдеггера, который сближается с персонализмом.
В рамках патристики особо выделяются «восточные отцы IV века» (Афанасий Великий, Василий Великий и Григорий Богослов), которые различили понятия сущности (природы) и ипостаси, а также отождествили лицо и ипостась. Также часто упоминаются Григорий Нисский, Дионисий Ареопагит, Максим Исповедник и Иоанн Дамаскин. Критерием истины в неопатристическом синтезе является consensus patrum (согласие отцов Церкви)
По мнению философа Аркадия Малера:

Задача «неопатристического синтеза» <…> на первый взгляд аналогична тем, которые ставили И. Киреевский и В. Соловьёв — изложить «безусловные основы» православия адекватно используя современный философский язык. Однако принципиальное отличие «синтеза» Флоровского заключается в том, что акцент сделан не на использовании современного языка философии (как фактически с его точки зрения получилось у славянофилов, Соловьёва и его последователей), а на возрождении подлинной православной философии, философии «воцерковленного эллинизма», воплощённого в византийской патристике. Безусловное следование догматическим нормам православно-патристической традиции в сочетании с рационально-систематическим подходом в изложении этих норм и диалоге с оппонентами — принципиально отличают это движение от философии «русского религиозного ренессанса» с его волюнтаризмом в догматических вопросах и апологии иррационального.

Неопатристический синтез представляет собой «возвращение к отцам», «девестернизацию», ответ на засилье западной, часто секулярной (либеральной, «просветительской», материалистической) философии. В противовес гуманизму утверждается идея «обожения» (теозис). Существенную роль в неопатристическом синтезе играют идеи исихазма (учение Григория Паламы): монашеская аскетика (умное делание), восприятие Бога как «нетварного» Фаворского света, а также различение сущности и энергии (благодати) в Боге. Причём, в отличие от аристотелизма, силы (греч. δύναμις) и энергии не противопоставляются, но объединяются.
Неопатристический синтез противостоит русской пантеистической софиологии, утверждая различие между Богом и «тварью» («падшим естеством»). Также у отцов неопатристического синтеза встречаются негативные отзывы о евразийстве, которое критиковалось за «страстный пафос плоти» и «розовую сказку об язычестве».
Отличительной чертой греческих сторонников патриастического возрождения были:
- понимание Церкви как евхаристической общины;
- большой интерес к апофатической теологии;
- фокус на обожения (теозиса), как судьбу людей;
- новое открытие византийской иконографии;
- возрождение интереса к монашеству;
- диалог с современными философскими течениями, как экзистенциализм и феноменология.

Епископ Иларион (Алфеев) критиковал неопатристический синтез за «византизм» (внеконтекстуальное прочтение святых Отцов Церкви) и отторжение «гебраизма» (семитской духовной традиции), что несовместимо с кафолическим характером Церкви. По мнению Илариона, заявленный неопатристический синтез в XX веке так и не состоялся.
Пантелис Калаицидис выделяет в неопатристическом синтезе «антизападный» и «антиэкуменический» настрой.